# Луцмарињак
43° 41′ 02″ N 15° 29′ 04″ E / 43.68389° С; 15.48444° И
Луцмарињак је ненасељено острвце у хрватском дијелу Јадранског мора. Налази се у Корнатском архипелагу око 1 km јужно од Курбе Веле. Дио је Националног парка Корнати. Његова површина износи 0,101 km², док дужина обалске линије износи 1,25 km. Највиши врх је висок 45 m. Грађен је од кречњака кредне старости. Административно припада општини Муртер-Корнати у Шибенско-книнској жупанији.